# Die Katze, das Wiesel und das Kaninchen
Die Katze, das Wiesel und das Kaninchen (franz.Le Chat, la Belette et le Petit Lapin) ist die 16. Fabel im siebten Buch der Fabelsammlung Fables Choisies, Mises En Vers von Jean de La Fontaine.

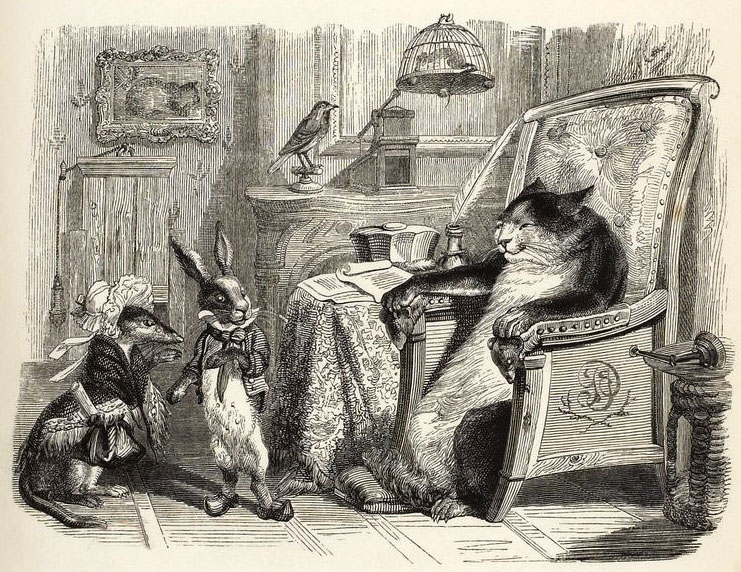
Grandville: Le Chat, la Belette et le Petit Lapin

La Fontaine präsentiert mit dieser Tierfabel den Konflikt zwischen Natur und Kultur, zwischen der primitiven Gewalt und dem Gesetz. Was sein Wiesel aussprach, sollte 100 Jahre später Rousseau lehren: „Der Mensch, der zuerst ein Stück Land umschloss und sagte: das ist mein! und Leute fand, die einfältig genug waren, ihm das zu glauben, der war der wahre Begründer der bürgerlichen Gesellschaft.“
Die Fabel erzählt wie einst das Wiesel den Erdbau des Kaninchens übernommen hatte, als dieses gerade nicht zu Hause war. Das Wiesel rechtfertigte sich damit, dass das Land immer dem jeweiligen Besetzer gehöre. Das Kaninchen pochte jedoch auf sein Eigentumsrecht aufgrund von Sitte und Tradition. Der Konflikt war unlösbar, denn obwohl das Wiesel dem Kaninchen überlegen war (Wiesel können Kaninchen töten), berief das Kaninchen sich auf die Unterstützung „aller Ratten im Land“. Der daraus resultierende Gleichstand der Gegenspieler führte zu dem Vorschlag des Wiesels, auf das Urteil des Richters (die Katze) zurückzugreifen. Das Kaninchen stimmte diesem Vorschlag zu. Jedoch löste die Katze dann die Konfliktsituation ganz „neutral“, indem sie beide Kläger einfach verschlang. Da weder die eine noch die andere Seite bevorzugt wurde, brachte der Richter demnach die Situation zu einer „endgültigen Lösung“.

## Moral
Durch seine Beschreibung lässt La Fontaine das Kaninchen unschuldig und liebenswert erscheinen, das Wiesel hingegen als gerissenen Manipulator. Der Tod des tadellosen Kaninchens steht für die Schwachen, die Opfer von Ungerechtigkeit werden. Das Wiesel zahlt die Strafe offenbar dafür, dass es Gerechtigkeit bei einem sucht, der mächtiger ist als es. Aber da gibt es eine zusätzliche Moral. Erstens zeigt das Schicksal des Wiesels, dass Bosheit nicht ungestraft bleibt. Zweitens, dass man denjenigen, die schwächer sind als sie selbst, nicht ungestraft Schaden zufügen kann. Der dritte Charakter, die Katze, wird von La Fontaine mit einer Reihe von fiktiven Charakteren verglichen, alles Heuchler, z. B. Tartuffe von Molière, was von Anfang an zeigt, dass der Katze nicht zu trauen ist.
In dem scheinbar naiven Text stellt La Fontaine das Paradigma des Richters dar und veranschaulicht durch das Wiesel und das Kaninchen den Zusammenprall zweier ausgewogener Kräfte in einer anhaltenden Spannung. Das Wiesel appelliert an das Naturgesetz, während sich das Kaninchen dem Zivilrecht zuwendet. Das Zivilrecht bringt jedoch die potentielle Kraft der Ratten mit sich, welche die natürliche und unmittelbare Macht des Wiesels über das Kaninchen ausgleicht. Mit seiner Berufung auf ein übergeordnetes Gesetz (das des Richters), gibt das Wiesel zwar das Naturgesetz auf (welches das Gesetz der Gewalt ist), jedoch nur, weil es sich nicht in der Lage glaubt, den Bau des Kaninchens allein mit Gewalt zu halten. Auch das Kaninchen erklärt sich aufgrund einer ähnlichen Einschätzung beider Seiten bereit, den Streitfall einem höheren Berufungsgericht vorzulegen.
Es ist nicht die Gewalt, die der Gerechtigkeit des Gesetzes bzw. der Natur widerspricht – wäre dies der Fall, würde der Konflikt ipso facto durch den Triumph des Wiesels gelöst. Aber „Recht ohne Macht ist hilflos“, die Grundlage für diese Bewertung ist die Anerkennung beider Kläger des übergeordneten Gesetzes. Die Katze ist auf einen Schlag zu beiden Kontrahenten geworden; indem sie beide absorbierte. Diese Gewalt ist das verborgene Gesicht der Justiz, dass so gesetzt wurde, weil es in gewissem Sinne von den entgegengesetzten Kräften des Wiesels und des Kaninchens verlangt wurde, versklavt wie sie dem höheren Gesetz waren.